# 魯賓·貝蒙爾曼斯
魯賓·貝蒙爾曼斯（Ruben Bemelmans，1988年1月14日—）是一位比利時男子職業網球運動員，他于2006年转为职业球员。他的ATP单打职业生涯最高排名是84名（2015年9月28日）。双打职业生涯最高排名是128名（2012年10月1日）。

## 外部連結
- 魯賓·貝蒙爾曼斯（英文/西班牙文）的官方資料
- 魯賓·貝蒙爾曼斯的國際網球總會 職業／青少年 官方資料（英文）
- 魯賓·貝蒙爾曼斯的官方資料（英文）